# 大野克郎
大野 克郎（おおの かつろう、1966年5月23日 - ）は、NHKのエグゼクティブアナウンサー。

## 人物
西南学院高等学校を経て熊本大学卒業後、同大学院に進むも単位取得中退し、1991年入局。
和歌山局時代にはアナウンス統括業務の傍ら、県域FM放送において音楽・地域情報番組を担当した。その関係で、和歌山大学インターネットラジオ局UWU（2012年3月末運用終了）の第72回放送にゲスト出演した。
2019年10月初旬に放送された『話題と音楽』（ラジオ第1）にて、『ごごラジ!』のプロデューサーに着任していることを明かした上で、当番組のパーソナリティを務めた。以後、不定期に『話題と音楽』のパーソナリティを務めている。

## 現在の担当番組
- 長崎県のニュース・中継・リポート
- ぎゅっと!長崎（不定期）
- ぎゅぎゅっと!長崎（不定期）
- ニュース845長崎（不定期）
- 緊急報道（長崎放送局発）

## 過去の担当番組
長崎放送局時代
- イブニングネットワークながさき
- 長崎のニュース・中継・リポート

和歌山放送局時代
- わかやまミュージックアワー

※単発で過去に3回放送。「パワーステーション」の母体となった番組。
- わかやまパワーステーション（2007年3月31日 - 2009年3月、県域FM放送）
- わかやまパワーステーション2（2009年4月 - 、県域FM放送）
- わかやま845（アナウンサー持ち回り。県域UHFテレビ）
- 和歌山の中継・リポート
- 和歌山局制作番組の編集責任者
- アナウンス統括

富山放送局時代
- 放送部副部長（アナウンス統括）
- 富山県のニュース
- ラジオ富山人（パーソナリティー、編集責任者）
- ニュース富山人（編集責任者）
- さらさらサラダ・富山（編集責任者）
- 富山局制作番組の編集責任者
- 緊急報道（富山局発）

ラジオセンター時代
- ごごラジ!（不明　- 2019年12月現在）プロデューサー
- 話題と音楽（2019年12月現在、不定期）パーソナリティ

沖縄放送局時代
- 沖縄県のニュース
- ニュース沖縄845（不定期）
- 沖縄熱中倶楽部（不定期）
- 緊急報道（沖縄放送局発）